# Чандлер (Оклахома)
Чандлер (англ. Chandler) — місто (англ. city) в США, в окрузі Лінкольн штату Оклахома. Населення — 2858 осіб (2020).

## Географія
Чандлер розташований за координатами 35°42′19″ пн. ш. 96°51′46″ зх. д. / 35.70528° пн. ш. 96.86278° зх. д. (35.705336, -96.862911).  За даними Бюро перепису населення США в 2010 році місто мало площу 24,27 км², з яких 21,50 км² — суходіл та 2,77 км² — водойми. В 2017 році площа становила 26,30 км², з яких 23,52 км² — суходіл та 2,78 км² — водойми.

### Клімат
| Клімат : Чандлер      | Клімат : Чандлер | Клімат : Чандлер | Клімат : Чандлер | Клімат : Чандлер | Клімат : Чандлер | Клімат : Чандлер | Клімат : Чандлер | Клімат : Чандлер | Клімат : Чандлер | Клімат : Чандлер | Клімат : Чандлер | Клімат : Чандлер | Клімат : Чандлер |
| Показник              | Січ.             | Лют.             | Бер.             | Квіт.            | Трав.            | Черв.            | Лип.             | Серп.            | Вер.             | Жовт.            | Лист.            | Груд.            | Рік              |
| Середній максимум, °C | 9,2              | 12,0             | 17,6             | 23,2             | 26,8             | 31,0             | 34,5             | 34,2             | 29,3             | 23,8             | 16,7             | 10,8             | 22,4             |
| Середній мінімум, °C  | −3,5             | −0,9             | 4,2              | 10,2             | 14,5             | 19,0             | 21,6             | 20,7             | 16,6             | 10,4             | 4,3              | −1,4             | 9,6              |
| Норма опадів, мм      | 33               | 48               | 74               | 81               | 135              | 102              | 69               | 66               | 109              | 76               | 64               | 38               | 894              |
| --------------------- | ---------------- | ---------------- | ---------------- | ---------------- | ---------------- | ---------------- | ---------------- | ---------------- | ---------------- | ---------------- | ---------------- | ---------------- | ---------------- |
| Джерело: weather.com  |                  |                  |                  |                  |                  |                  |                  |                  |                  |                  |                  |                  |                  |

## Демографія
Згідно з переписом 2010 року, у місті мешкало 3100 осіб у 1204 домогосподарствах у складі 801 родини. Густота населення становила 128 осіб/км².  Було 1403 помешкання (58/км²).
Расовий склад населення:
| - 80,7 % — білих - 7,0 % — чорних або афроамериканців - 4,9 % — корінних американців - 0,5 % — азіатів - 0,1 % — вихідців з тихоокеанських островів |

До двох чи більше рас належало 6,2 %. Частка іспаномовних становила 2,9 % від усіх жителів.
За віковим діапазоном населення розподілялося таким чином: 25,3 % — особи молодші 18 років, 58,4 % — особи у віці 18—64 років, 16,3 % — особи у віці 65 років та старші. Медіана віку мешканця становила 36,9 року. На 100 осіб жіночої статі у місті припадало 97,8 чоловіків;  на 100 жінок у віці від 18 років та старших — 95,3 чоловіків також старших 18 років.
Середній дохід на одне домашнє господарство  становив 46 698 доларів США (медіана — 38 497), а середній дохід на одну сім'ю — 54 856 доларів (медіана — 48 333). Медіана доходів становила 52 813 долари для чоловіків та 25 964 долари для жінок. За межею бідності перебувало 22,2 % осіб, у тому числі 29,7 % дітей у віці до 18 років та 12,7 % осіб у віці 65 років та старших.
Цивільне працевлаштоване населення становило 1186 осіб. Основні галузі зайнятості: освіта, охорона здоров'я та соціальна допомога — 19,4 %, роздрібна торгівля — 16,3 %, будівництво — 11,0 %, фінанси, страхування та нерухомість — 10,7 %.